# Xã Waynesville, Quận DeWitt, Illinois
Xã Waynesville (tiếng Anh: Waynesville Township) là một xã thuộc quận DeWitt, tiểu bang Illinois, Hoa Kỳ. Năm 2010, dân số của xã này là 713 người.